# قصر سعود (الزلفي)
قصر سعود (الزلفي)، من القصور الأثرية الواقعة في جنوب محافظة الزلفي التابعة لمدينة الرياض.

## سبب التسمية
نسبةً إلى الإمام سعود الكبير الذي بناه عندما حاصر الزلفي عام1194هـ في فترة حكم أبيه الإمام عبدالعزيز بن محمد بن سعود، ويصل ارتفاعه إلى تسعة أمتار، أما عرضهُ فمتران، وهو مبني من اللبن، وكان لهُ بوابة كبيرة.

## بناء القصر
بُني القصر على أرض منبسطة، ويتخذ الشكل المربع، ويبلغ طول جداره الغربي من الشمال للجنوب 19،10م، ويقع في المدخل الرئيس للقصر، ويبلغ عرضه 2م، وارتفاعه 2،60م، وطول جداره الجنوبي الذي يمتد من الشرق للغرب 18،60م، وكما يبلغ طول جداره الشرقي الذي يمتد من الشمال للجنوب 18،5م، وأما جداره الشمالي الذي يمتد من الشرق للغرب؛ فيبلغ طوله 18م، بينما يبلغ ارتفاع جدران القصر ما بين 3-5م، وسمكها 1،30م، وكما تتواجد في القصر بقايا أربعة أبراج دائرية الشكل أساساتها مبنية من الطين، ويتم الوصول إلى هذه الأبراج من خلال مداخل صغيرة داخل القصر حيث يبلغ متوسط عرضها 90سم، وتتألف الأبراج من دورين، ويوجد في بعض جدرانها فتحات تُستخدم للرماية والمراقبة، زالقصر عبارة عن فناء مكشوف البناء، وقد بُني من الطين المرصوص فوق بعضه البعض، ويختلف عددها من حيث السماكة التي تتراوح ما بين 35-55سم.

## تاريخ القصر
بناه الامام سعود الكبير عندما حاصر مدينة الزلفي، ولا يزال هذا القصر قائماً وباقياً بين المزارع الحديثة، وتذكر بعض المصادر التاريخية التي كتبت في هذه الحقبة أن الامام سعود الكبير سير جنده وقام بفتح الزلفي وكان معه عمه عبد الله بن محمد بن سعود وذلك سنة 1194هـ وفي هذه السنة بايع أهل الزلفي الامام.

## انظر ايضاً
- الزلفي
- سعود الكبير
- قصر المصمك
- قصر المربع

## وصلات خارجية
- «قصر سعود» بالزلفي.. 243 عاماً من الشموخ.